# (19103) 1981 ER11
A (19103) 1981 ER11 a Naprendszer kisbolygóövében található aszteroida. Schelte J. Bus fedezte fel 1981. március 7-én.